# PocketStation
Die PocketStation ist ein Speicherkarten-Peripheriegerät von Sony Interactive Entertainment für die Heimvideospielkonsole PlayStation. Sie wurde 1999 in Japan veröffentlicht. Das Gerät diente nicht nur als Speicherkarte, sondern war über ein kleines monochromes LC-Display und Tasten am Gehäuse selbst interaktiv. Viele PlayStation-Spiele enthielten Software, die heruntergeladen und auf der PocketStation gespielt werden konnte. Eine Veröffentlichung in Europa und Nordamerika war geplant, wurde aber letztendlich abgesagt. Die PocketStation hat Ähnlichkeiten mit der VMU von Sega für die Dreamcast.

## Geschichte
Die PocketStation wurde am 23. Januar 1999 exklusiv in Japan veröffentlicht. Der ursprüngliche japanische Liefertermin für die PocketStation war für den 23. Dezember 1998 angesetzt, wurde aber um einen ganzen Monat verschoben. Sony lieferte bei der Veröffentlichung nur 60.000 Einheiten des Geräts aus. Es war zunächst in zwei Gehäusevarianten erhältlich: weiß und durchsichtig.
Sie erwies sich als äußerst beliebt und war in der gesamten Region ausverkauft. Sony plante, die PocketStation auch außerhalb Japans zu veröffentlichen, indem sie in Europa und Nordamerika Werbemaßnahmen durchführte, aber die Veröffentlichung fand nicht statt. SCEA gab als Grund für an, dass nicht einmal die japanische Nachfrage befriedigt werden konnte. Trotzdem behielten einige Spiele, wie Final Fantasy VIII und SaGa Frontier 2, die PocketStation-Funktionalität in ihren europäischen Versionen bei.
Am 5. November 2013 wurde bekannt gegeben, dass die PocketStation als Anwendung für die PlayStation Vita wiederbelebt wird, mit der die Benutzer Minispiele im PocketStation-Format für alle PlayStation-Klassiker spielen können, die sie besitzen. Ursprünglich war die Anwendung nur für PlayStation-Plus-Mitglieder verfügbar, wurde aber später für die Allgemeinheit freigegeben. Sie ist weiterhin exklusiv für die japanische PlayStation Vita erhältlich.

## Hardware
Das Gerät, das von Sony als eine Kombination aus einer Memory Card und einem Miniatur-Personal-Digital-Assistenten bezeichnet wird, verfügt über ein monochromes Flüssigkristall-Display (LCD), eine Infrarot-Kommunikationsfunktion, eine Echtzeituhr, einen integrierten Flash-Speicher und eine Soundfunktion. Um die Speicherkartenfunktionalität des Geräts nutzen zu können, muss es über einen Speicherkartensteckplatz an eine PlayStation angeschlossen werden.

### Technische Daten
- CPU: ARM7T (32-Bit-RISC-Chip mit variablem Takt, max. 7,995 MHz)
- Speicher: 2K Bytes SRAM, 128K Bytes Flash RAM (über die PlayStation-Speicherkarte)
- Bildschirm: 32×32 Punkt monochromes LCD
- Ton: 1 Miniatur-Lautsprecher (10-bit PCM)
- Schalter: 5 Eingabetasten, 1 Reset-Taste
- Infrarot-Kommunikation: Bi-direktional (unterstützt IrDA-basierte und konventionelle Fernbedienungssysteme)
- LED-Anzeige: 1 (rot)
- Batterie: 1 CR-2032-Lithiumbatterie
- Weitere Funktionen: Kalenderfunktion, Speicherkarte und Identifikationsnummer.
- Abmessungen: 64 × 42 × 13,5 mm (Höhe × Breite × Tiefe)
- Gewicht: Ungefähr 30 g (einschließlich Batterie)
- Verfügbare Farben: Weiß, Kristall/Klar, Schwarz (japanische Yu-Gi-Oh! Forbidden Memories Limited Edition), Kristall/Klar Gelb, Kristall/Klar Violett, Kristall/Klar Rosa (Tokimeki Memorial 2 Limited Edition), Kristall/Klar Schwarz, Kristall/Klar Blau, Hellblau

## Software
Software für die PocketStation wurde in der Regel als Extras für PlayStation-Spiele vertrieben, die auf der CD-ROM enthalten waren und die Spiele mit zusätzlichen Funktionen ausstatteten. Eigenständige Software konnte auch über die PlayStation-Konsole auf eine Speicherkarte heruntergeladen und dann zur Verwendung auf die PocketStation übertragen werden. Eine eingebaute Infrarot-Datenschnittstelle ermöglicht die direkte Übertragung von Daten wie Spielständen zwischen den PocketStation-Einheiten sowie Multiplayer-Spiele. Das beliebteste Spiel der PocketStation war Doko Demo Issyo, das sich in Japan über 1,5 Millionen Mal verkaufte und das erste Spiel mit Sonys Maskottchen Toro in der Hauptrolle war. Die PocketStation wurde im Juli 2002 nach fast fünf Millionen verkauften Einheiten eingestellt.